# Sbizaj
Sbizaj je priimek več znanih Slovencev:
- Ivan Sbizaj (1866—1946), inženir hidrotehnik